# Gorges de Zügen
 (novembre 2021).
Les gorges de Zügen sont des gorges situées entre les communes de Davos et de Bergün-Filisur, le long de la Landwasser, dans le canton des Grisons, en Suisse.

## Géographie

### Situation
Les gorges, longues de 3 800 mètres, se situent au centre du canton des Grisons, à une altitude variant de 1 347 à 1 100 mètres.

## Activités

### Randonnée
Entre Schmelzboden et Davos Wiesen, le sentier didactique géologique des gorges de Zügen longe la Landwasser à travers les gorges. La marche dure environ 2h.